# Bomongo (territoire)
Le territoire de Bomongo fait partie du district de l'Équateur dans la province de l'Équateur en république démocratique du Congo. Son chef-lieu est Bomongo.

## Secteurs
Le territoire de Bomongo est divisé en 2 secteurs :
- Ngiri, avec 12 groupements et 100 villages ;
- Djamba, avec 9 groupements et 113 villages.

## Démographie
| 1994   | 2004   |
| ------ | ------ |
| 47 153 | 58 909 |